# San Francisco (U-Boot)
Die USS San Francisco (SSN-711), war ein Atom-U-Boot der Los-Angeles-Klasse (Flight I) der United States Navy, das von 1981 bis 2022 in Dienst stand. Es war die dritte Einheit der amerikanischen Marine, welche nach der Stadt San Francisco im Bundesstaat Kalifornien benannt war.

## Geschichte

### Bau
Die spätere USS San Francisco wurde am 1. August 1975 bestellt und am 26. Mai 1977 bei der Werft Newport News Shipbuilding in Newport News auf Kiel gelegt. Der Stapellauf erfolgte am 27. Oktober 1979 und die Indienststellung am 24. April 1981.

### Einsatzgeschichte
Nach den Testfahrten vor der Ostküste der USA verlegte die San Francisco nach Pearl Harbor auf Hawaii. Dabei besuchte sie auch ihre Heimatstadt San Francisco.
In ihrer Zeit im Pazifik gewann die San Francisco 1986 und 1988 das Battle E für exzellente Bereitschaft, 1994 das T für exzellente taktische Operationen, außerdem die Meritorious Unit Commendation. Dazwischen, 1989 und 1990, verbrachte das Boot einige Monate auf der Pearl Harbor Naval Shipyard, wo sie mit neuester Sonar- und Feuerleittechnologie nachgerüstet wurde.
2000 verlegte die San Francisco an die Ostküste nach Norfolk, im Dezember 2002 dann zurück in den Pazifik nach Apra Harbor auf Guam.

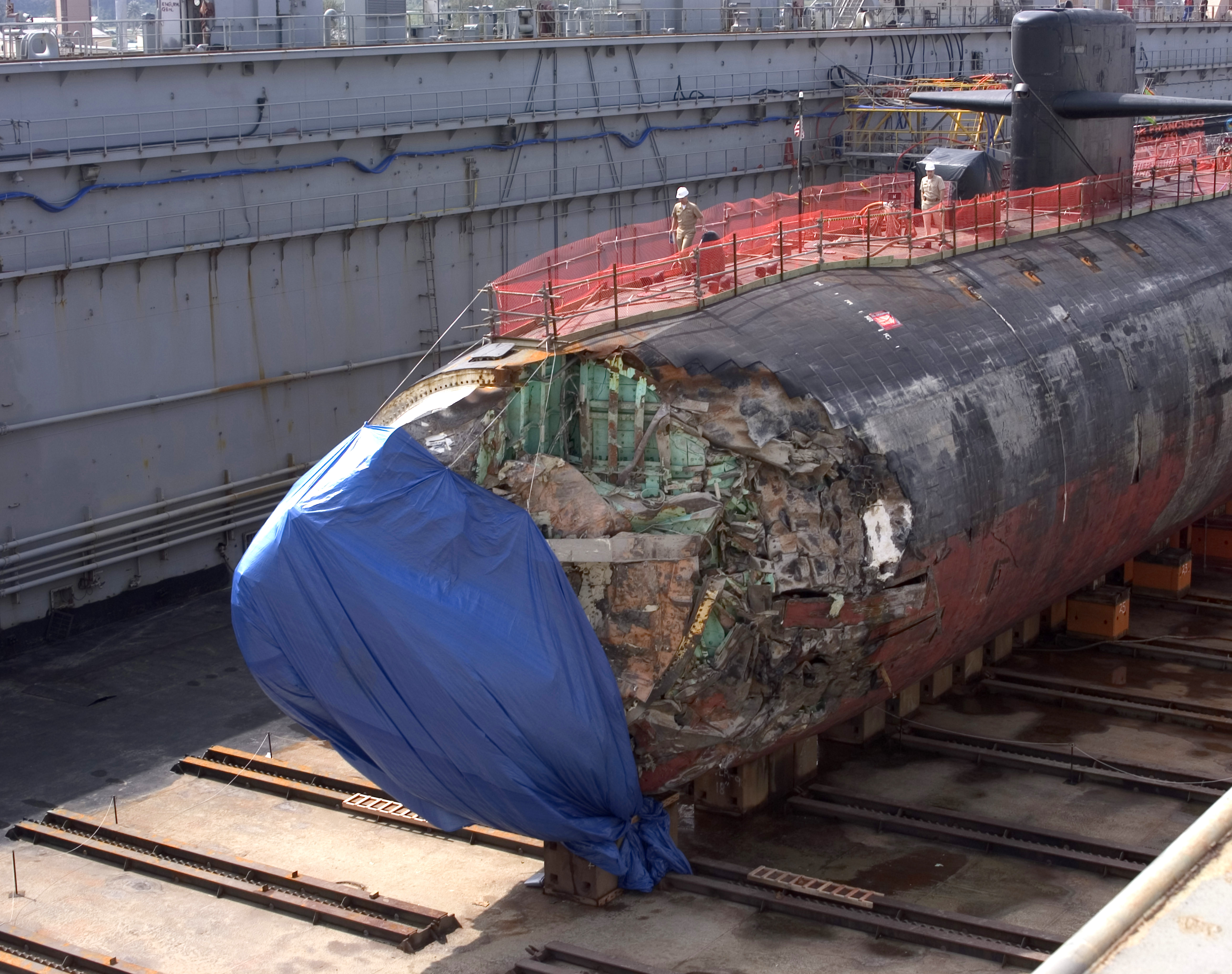
Der zerstörte Bug der San Francisco

Am 8. Januar 2005 lief die San Francisco 350 nautische Meilen südlich von Guam mit voller Geschwindigkeit (ca. 35 Knoten) in 525 Fuß Tiefe gegen einen unterseeischen Berg. Dabei wurde der Bug des U-Bootes schwer beschädigt, der vordere Ballasttank aufgerissen und das Sonardom komplett zerstört. Das Boot konnte auftauchen und aus eigener Kraft an der Oberfläche nach Guam zurückkehren, wo es am 10. Januar ankam.
Jedoch war bereits ein Besatzungsmitglied, der 24-jährige Joseph Allen Ashley, am 9. Januar seinen Verletzungen erlegen. Beinahe alle Seeleute an Bord erlitten zumindest leichte Verletzungen, 29 davon mussten noch im Krankenhaus behandelt werden.
Ein Untersuchungsbericht zeigte später, dass die zur Navigation benutzte Seekarte den Berg nicht zeigte, er jedoch auf anderen Karten an Bord als Gefährliche Umgebung angedeutet war. Der Kommandant, Commander Kevin Mooney, wurde von seinem Kommando entbunden und an Land versetzt, weitere Offiziere erhielten Verweise, andere Besatzungsmitglieder wiederum Auszeichnungen für hervorragende Verhaltensweise in einer Notsituation.
Nach ersten Reparaturen in Guam, wo die Tauchtüchtigkeit wiederhergestellt wurde, fuhr das Boot an der Oberfläche unter eigener Kraft in die Puget Sound Naval Shipyard, wo die San Francisco ab Dezember 2006 im Trockendock komplett wiederhergestellt wurde. Da der nukleare Brennstoff des Reaktors erst kurz vor dem Unglück nachgefüllt worden war und noch bis 2017 reichte, entschied sich die Navy, das Boot zu reparieren. Dazu wurde der Bug des außerdienstgestellten Schwesterschiffs Honolulu abgetrennt und an die San Francisco angeschweißt. Erst am 10. Oktober 2008 wurde die San Francisco wieder zu Wasser gelassen, im April 2009 verließ sie die Werft und wurde in San Diego stationiert. Die Kosten für die Reparatur sollen bei 134 Millionen US-Dollar gelegen haben.
Im November 2010 wurde die San Francisco wieder in Richtung Südostasien verlegt.
Zum 11. Mai 2017 wurde das Boot, nach 26 Dienstjahren, aus der Fahrbereitschaft genommen und zum 15. Mai 2022 außer Dienst gestellt.